# Colpochila nigra
Colpochila nigra är en skalbaggsart som beskrevs av Lea 1919. Colpochila nigra ingår i släktet Colpochila och familjen Melolonthidae. Inga underarter finns listade i Catalogue of Life.